# (3637) O'Meara
(3637) O'Meara es un asteroide perteneciente al cinturón de asteroides, descubierto el 23 de octubre de 1984 por Brian A. Skiff   desde la Estación Anderson Mesa (condado de Coconino, cerca de Flagstaff, Arizona, Estados Unidos).

## Designación y nombre
Designado provisionalmente como 1984 UQ. Fue nombrado O'Meara en honor al astrónomo estadounidense Stephen James.